# 1924年パリオリンピックのハイチ選手団
1924年パリオリンピックのハイチ選手団（1924ねんパリオリンピックのハイチせんしゅだん）は、1924年5月4日から7月27日にかけてフランスの首都パリで開催された1924年パリオリンピックのハイチ選手団、およびその競技結果。

## 概要
今大会は銅メダル1個、合計1個のメダルを獲得した。

## メダル
| メダル | 選手名 | 競技 | 種目             |
| ------ | ------ | ---- | ---------------- |
| 銅     | [[]]   | 射撃 | 男子ライフル団体 |